# The Star-Spangled Banner (Stravinsky)
The Star-Spangled Banner (W-BIX) is een arrangement dat Igor Stravinsky (1882-1971) in 1941 maakte van het Amerikaanse volkslied The Star-Spangled Banner. Het volkslied werd door hem geharmoniseerd en georkestreerd voor volledig orkest en koor ad libitum. Aanleiding voor de bewerking was onder andere dat Stravinsky zijn concerten gedurende de oorlog met het volkslied moest beginnen. Het arrangement werd voor het eerst uitgevoerd op 14 oktober 1941 in Los Angeles o.l.v. James Sample. Toen Stravinsky zijn arrangement zelf uitvoerde in Boston in 1944 verscheen er de dag erna voor de aanvang van het tweede concert een politiefunctionaris in zijn kleedkamer die hem er op wees dat een wet van de staat Massachusetts het verbood om te "knoeien met nationaal bezit" en dat politieagenten al opdracht hadden gehad het werk van de lessenaars te verwijderen.

## Oeuvre
Zie het Oeuvre van Igor Stravinsky voor een volledig overzicht van het werk van Stravinsky.

## Geselecteerde discografie
The Star-Spangled Banner op 'Stravinsky in America' (London Symphony Orchestra o.l.v. Michael Tilson Thomas; RCA Victor Red Seal 09026 68865 2)